# Charge Transfer Efficiency
Charge Transfer Efficiency (CTE) ist eine Eigenschaft einer Kamera mit CCD-Sensor.
Die in einem Pixel der Kamera induzierte Ladung wird spalten- und zeilenweise verschoben und dann im Ausleseverstärker erfasst. Die CTE ist das Verhältnis zwischen der Ladung nach dem Verschieben zur Ladung vor dem Verschieben von einem Pixel zum nächsten. Die CTE beschreibt also den Verlust an Ladung beim Verschieben der Ladungen auf dem Weg zum Ausleseverstärker.

## Bedeutung der CTE für CCD-Sensoren
Der Wert der CTE ist gewöhnlich sehr nahe an 1 (niemals höher als 1, da sonst Ladung beim Verschieben neu entstehen würde). Typische Werte liegen zwischen 0,9999 und 0,999995. Über viele Verschiebe-Schritte multipliziert sich dies zu einem messbaren Effekt (Beispiel: 0,99991000=0,90; das bedeutet ca. 10 % Verlust bei 1000 Schritten mit CTE=0,9999). Insbesondere zur Kalibrierung von CCD-Sensoren in der Röntgenastronomie ist die Bestimmung der CTE zum Erhalt korrekter Messungen wichtig. Siehe z. B. die EPIC-Kamera des Röntgensatellits XMM-Newton.

## Messung der CTE
Die Messung der CTE kann dadurch erfolgen, dass die Fläche des CCD exakt gleichmäßig beleuchtet wird und der Unterschied zwischen der gemessenen Ladung von Pixeln nahe dem Ausleseverstärker und weit weg vom Ausleseverstärker bestimmt wird. Da eine ausreichend gleichmäßige Beleuchtung schwer zu erzielen ist und auch die Lichtempfindlichkeit der einzelnen Pixel nicht exakt gleich groß ist, wird auch eine Methode mit Röntgenstrahlung verwendet. Dabei werden mit einer radioaktiven Quelle Röntgenquanten definierter Energie erzeugt, die bei der Absorption im CCD eine genau bekannte Ladungsmenge erzeugen. Dazu wird meist das Eisen-Isotop 55Fe verwendet. Beim Betazerfall von 55Fe zu 55Mn wird sogenannte Mn-Kα-Röntgenstrahlung mit 5,899 keV Energie erzeugt, die in Silizium bei der Absorption 1620 Elektron-Loch Paare erzeugt. Bei dieser Messung wird neben der CTE auch die Verstärkung des Ausleseverstärkers bestimmt.